# Ruki pravilo
Ruki pravilo glasovna je promjena koja se dogodila u satemskim ograncima indoeuropske jezične obitelji, u baltoslavenskom, armenskom, indoiranskom, a prema nekima i u albanskom jeziku. Prema ovom pravilu, izvorni glas *s promijenio se u *š nakon suglasnika *r, *k, *g, *gʰ i *gʰ, poluvokala *w (*u̯) i *y (*i̯), kao i nakon alofona *r̻, *i i *u.
*s > *š / {*r, *w, *K, *y} _
Početni stupanj uključuje povlačenje sibilanta *s nakon poluvokala, *r ili velara *k, *g ili *gʰ. U drugoj fazi, izjednačavanje sibilantnog sustava rezultiralo je retrofleksijom (usp. sanskrt ष [ʂ] i praslavenski), a kasnije povlačenjem u velar *x u slavenskim i nekim srednjoindijskim jezicima. 
Ovo je pravilo prvi put formulirao Holger Pedersen, a ponekad je poznato i kao Pedersenov zakon, premda se ovaj izraz primjenjuje i na drugi zvučni zakon koji se odnosi na naglasak u baltoslavenskim jezicima.
Naziv "ruki" potječe od zvukova (r, u, K, i) koji pokreću glasovnu promjenu. Ime pravila mnemotehničko jer riječ ruki u mnogim slavenskim jezicima znači ruke.

## Primjenjivost pravila na jezične grupe
Pravilo je izvorno formulirano za sanskrt. Kasnije je predloženo da vrijedi u određenom stupnju za sve satemske jezike, a bez iznimke za indoiranske jezike. (Čini se da postoji barem jedna iznimka, barem na nekim nuristanskim jezicima.) U baltičkim jezicima i albanskom jeziku ograničeno je ili je u većoj ili manjoj mjeri pod utjecajem drugih glasovnih zakona. Ipak, to je pravilo moralo biti univerzalno u ovim granama indoeuropskih jezika, a nedostatak slavenskih refleksa prije konsonanata vjerojatnije je rezultat njihovog spajanja s refleksima drugih sibilanata.

### Iznimke u slavenskim jezicima
U slavenskim je jezicima pravilo redovno prije samoglasnika, ali se ne odvija prije suglasnika. Konačni rezultat je bezučni velarni frikativ *x. Ovaj se velarni frikativ promijenio u *š prije prednjih samoglasnika ili palatalnog aproksimanta *y.

### Iznimke u indoiranskim jezicima
U indoiranskim jezicima *r i *l su se stopili, a promjena je djelovala i nakon novog zvuka. Primjerice avestanski karš-, sanskrt कर्षति kárṣati 'orati' < PIE *kʷels-.

### Albanski jezik
Prema Orelu, albanski jezik pokazuje ograničeni djelovanje pravila slično pravilu ruki, gdje *s postaje sh tek nakon PIE *y, *w (uključujući njihove vokalne parnjake *i, *u ). Primjeri:
- lesh 'vuna, runo, kosa' <* laysa, usp. slavenski *listъ 'list' < *leys-to-
- dash 'ovan' <* daws, usp. germanski *deuzą < *dʰews-om
- pish ë 'bor' <* pisā, usp. latinski pīnus 'bor' < *pi(t)snos
- prush 'žar' <* prusa, usp. latinski prūna 'žar' <* prusnā; sanskrt ploṣati 'goriti' < *prews-

To se razlikuje od razvoja *rs, *ks i *s nakon ostalih samoglasnika, primjerice:
- djerr 'ledina' <* de rs a, usp. grčki χέρσος 'suha zemlja' <* ǵʰers-
- h rrë 'sirutka' <* ks irā, usp. sanskrt क्षीर / kṣīrá 'mlijeko'
- kohë 'vrijeme' <* k ās ā, usp. slavenski *časъ 'vrijeme' <* kʷeh₁s-eh₂